# Сугер – Аджре-Енну
Сугер – Аджре-Енну – газопровід на півночі Алжиру. 
Трубопровід, який ввели в дію у 2005 – 2009 роках, бере початок від потужного газотранспортного коридору Хассі-Р'Мель – Арзу та прямує до середземноморського узбережжя, де західніше від міста Алжир в 2009-му ввели в дію ТЕС Аджре-Енну. Довжина трубопроводу 273 км при діаметрі 1050 мм. 
Від газопроводу живиться цілий ряд відгалуженнь, зокрема, Себт-Азіз – Ксар-Бухарі та Хосейнія - Алжир.